# Ueberstrass
Ueberstrass település Franciaországban, Haut-Rhin megyében. Lakosainak száma 345 fő (2022. január 1.). Ueberstrass Largitzen, Friesen, Seppois-le-Bas, Lepuix-Neuf és Réchésy községekkel határos.

## Népesség
A település népessége az elmúlt években az alábbi módon változott:
| Lakosok száma | 374  | 375  | 389  | 375  | 373  | 373  | 369  | 357  | 345  |
|               | 2013 | 2015 | 2016 | 2017 | 2018 | 2019 | 2020 | 2021 | 2022 |